# 新川高等学校 (富山県)
新川高等学校（にいかわこうとうがっこう、英: Niikawa High School）は、富山県魚津市吉島にある、学校法人荒井学園が運営する男女共学の私立高等学校。

## 概要
富山県新川地区で唯一の私立高校である。新潟県糸魚川地域から通学している生徒もいる。

## 設置学科
- 普通科（下記の2コースに分かれる）
  - 未来デザインコース
  - 未来探求コース

## 沿革
- 1962年（昭和37年）2月 - 富山県から、学校法人荒井学園高岡東高等学校の認可を受ける。
- 1970年（昭和45年）11月 - 校名を荒井学園高岡日本大学高等学校と改称。
- 1973年（昭和48年）4月1日 - 荒井学園高岡日本大学高等学校魚津校舎開設[1]、4月中に第1回入学式挙行。
- 1976年（昭和51年）
  - 3月 - 魚津校舎第1回卒業式挙行。
  - 8月 - グラウンド完成[2]。
- 1977年（昭和52年）2月 - 体育館完成[2]。
- 1978年（昭和53年）3月16日 - 第1期工事（2号館）完成[2][3]。
- 1980年（昭和55年）
  - 1月 - 3号館完成[2]。
  - 1月17日 - 荒井学園新川高等学校として独立[1]。
  - 4月 - 校旗樹立、校歌制定。
- 1983年（昭和58年）
  - 10月 - 1号館（管理棟・教室）、体育館ステージ完成。
  - 11月 - 創立10周年記念式典挙行。
- 1985年（昭和60年）11月 - 4号館完成・記念式典挙行。
- 1987年（昭和62年）
  - 6月 - 書道室・被服室・自転車置場完成。
  - 12月 - 4号館増築工事完成（コンピュータ室・食堂・音楽室）。
- 1993年（平成5年）
  - 1月 - トレーニングハウス完成。
  - 同年中 - スポーツコースを新設[4]。
- 1994年（平成6年）
  - 3月 - グラウンド拡張工事完成。
  - 9月 - アーチェリー練習場完成。
- 1997年（平成9年）
  - 3月 - 韓国廣文高等学校と姉妹校締結。
  - - コンピューター室整備。
- 2002年（平成14年）2月 - 5号館開設。
- 2003年（平成15年）8月 - 全館冷暖房設備完備。
- 2004年（平成16年）1月 - スクールバス運行開始。
- 2012年（平成24年）- 体育館耐震補強完成。
- 2014年（平成26年）- 3号館耐震補強完成。
- 2017年（平成29年）6月 - 魚津市、富山大学と新川創生プロジェクト「地域に残り、地域を支える若者育成」に係る連携協力に関する覚書を締結。
- 2021年（令和3年）3月 - 校内ICT整備完了、1号館3・4階トイレ改修。

## 部活動
- 運動部 - 野球、陸上競技、バレーボール（女）、バドミントン（女）、卓球、空手道
- 文化部 - 吹奏楽、茶道、華道、美術、書道、ボランティア、放送、理科、コミュニティビジネス、eスポーツ

## 校歌
作詞：清河七良、作曲：洗足学園魚津短期大学

## アクセス
- あいの風とやま鉄道線魚津駅 徒歩約15分
- 富山地方鉄道バス（東蔵線）「農協東部支店前」停留所

## 著名な出身者
- 沢田美紀 - 歌手